# Batilly
Batilly foi uma comuna francesa na região administrativa da Normandia, no departamento Orne. Estendia-se por uma área de 8,73 km². Em 2010 a comuna tinha 167 habitantes (densidade: 19,1 hab./km²).
Em 1 de janeiro de 2016, passou a formar parte da nova comuna de Écouché-les-Vallées.